# NGC 362
NGC 362 (také známá jako Caldwell 104) je jasná kulová hvězdokupa vzdálená 28 000 světelných let od Země v souhvězdí Tukana  o hodnotě magnitudy 6,4. Objevil ji 1. srpna 1826 australský astronom James Dunlop.

## Pozorování

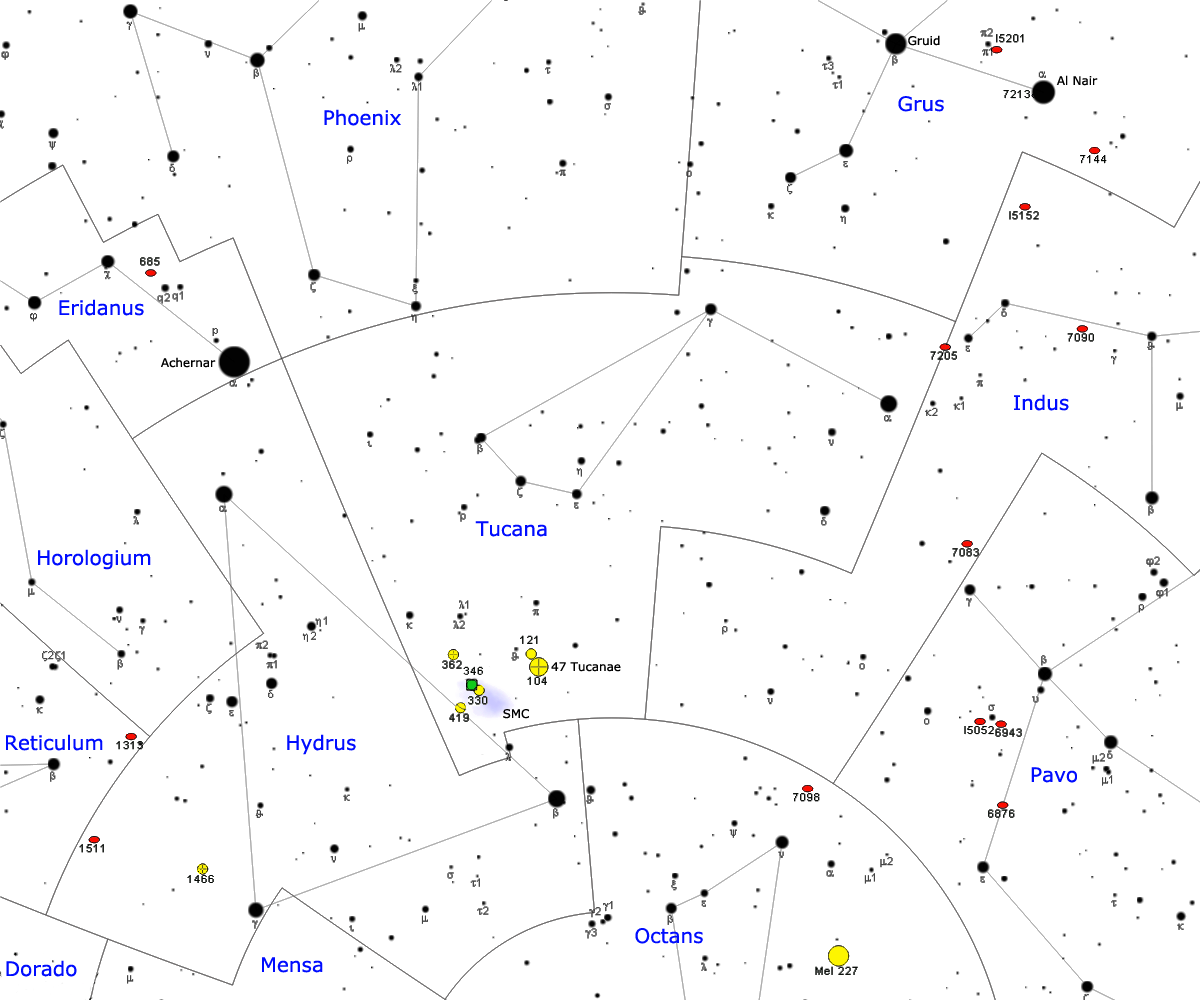
Poloha NGC 362 v souhvězdí Tukana

Na obloze se promítá do jihovýchodní části souhvězdí, na severní okraj Malého Magellanova oblaku. Ačkoli se jedná o relativně jasnou hvězdokupu, která je dobře viditelná i v malém dalekohledu a na velmi tmavé obloze dokonce pouhým okem, bývá často přehlížena díky blízké a jasné kulové hvězdokupě 47 Tucanae,
která se nachází 3° jihozápadním směrem.

## Vlastnosti
Hvězdy NGC 362 mají nadprůměrnou metalicitu a s odhadovaným stářím 10,37 miliard let tedy jde o poměrně mladou hvězdokupu.
Vyznačuje se nadbytkem dvojhvězd a velmi hustým jádrem, které má průměr 13 světelných let. Její oběžná dráha je velmi výstředná a k jádru Galaxie se přibližuje až na 3 260 světelných let.